# Voz de Mando
Voz de Mando est un groupe américain de musique régionale mexicaine basé à Los Angeles, en Californie, qui revendique des racines musicales dans les états mexicains de Sinaloa, de Basse-Californie et de Morelos. Le groupe, qui a adopté le format Norteño-Banda, positionne régulièrement des chansons dans le classement Billboard Top 10 de la musique mexicaine et a reçu plusieurs nominations aux Latin Grammy Awards.
Certaines de leurs chansons ont été utilisées par des producteurs d'Hollywood et ont figuré dans des films et des émissions de télévision primés ou populaires.

## Carrière
Voz de Mando est un groupe américain de Musique régionale mexicaine, créée à Los Angeles en 2010 par quatre musiciens expérimentés.
Ils ont été formés par leur père lui-même auteur-compositeur. Jorge Gaxiolan a exercé des métiers divers, et à notamment été la seconde voix et le bassiste du groupe Los Amables del Norte de Nacho Hernández, avec lesquels il entretient des rapports amicaux.
Miguel Gaxiola et Jorge Gaxiola, sont nés en Californie, d'un couple de mexicains originaires des états de Sonora et de Sinaloa, mais parce que leur père n'appréciait pas le mode de vie américain, ont grandi à Tecate en Basse Californie.
Les deux premiers albums du groupe, « Levantando la Voz » et « 12 Impactos de Alto Calibre » sont publiés sur leur propre label « Graxiola Records », et leur succès lui permettent de négocier un contrat avec Disa. Ils figurent dès le mois d'octobre 2011 parmi les artistes pressentis pour recevoir un prix dans le cadre des « Premios Billboard de la Musica Méxicana », dont la cérémonie est retransmise, en direct, par Televisa, le 27 octobre 2011, dans quatre catégories : « meilleur nouvel artiste », « meilleure chanson de style norteño » (pour la chanson « Mente in Blanco »), « artiste norteño de l'année », et « Événement vocal de l'année » (pour leur collaboration avec le groupe Escolta de Guerra et Jorge Santacruz sur la chanson « La Hummer y El Camaro » ) aux côtés d'artistes confirmés comme Jenni Rivera, Intocable, El Trono de Mexico (en), La Arrolladora Banda el Limon et même le groupe Los Bukis (en), pourtant officiellement séparé depuis plus de dix ans,. Le groupe ne reçoit toutefois pas de prix à cette occasion.

Le 15 septembre 2015, Voz de Mando annule son concert, programmé dans le cadre des festivités nationales organisées par la mairie de Ciudad Juárez à cause des prérequis que cette dernières a posés en matière de liberté d'expression. L'officier supérieur Juan Francisco Vélez Rubio a déclaré que le contrat que la municipalité avait signé avec le groupe comprenait une clause indiquant qu'ils ne pouvaient pas chanter de narcocorrido et qu'ils devaient soumettre à son approbation la liste des quinze chansons qu'ils prévoyaient d'interpréter,.
En 2016, Jorge Gaxiola rencontre Vicente Fernandez, dans le cadre d'une réunion de soutien à la campagne présidentielle d'Hillary Clinton, qui l'invite à enregistrer dans son studio personnel au Mexique, où le groupe réalise et produit le disque El Que a Ti Te Gusta. . 
Le 29 juin 2017, Voz de Mando participe à un concert de soutien, au Palais des sport de Pico Arena (en), en faveur de l'association COFEM « National Council of Mexican Federations in North America » (Conseil des fédérations mexicaine en Amérique du Nord), au cours duquel le groupe interprète, avec Pablo Gordobar, plus connu sous son nom d'artiste « Dj Lechero », la chanson « California Love » en l'honneur de Tupac Shakur, et annonce céder à l'association les droits de son succès « Soldado Latinoamericano », que celle-ci emploie pour créer des bourses d'études universitaires en faveur des enfants, nés aux Etats-Unis de parents immigrants illégaux et de condition modeste.

## Composition du groupe

### Membres actuels
- Jorge Gaxiola - accordéon et première voix.
- Miguel Gaxiola - bajo quinto et seconde voix.
- Eduardo "El Chino" González - tuba.
- Adrián González - batterie.
- Carlos "Charly” Sigala - clavier et percussions.

### Anciens membres
- Domingo "El Mingo" Bolaños  - tuba.

## Reconnaissances professionnelles

### Premios Billboard de la música latina
| Billboard latin music awards | Catégorie                                        | Chanson ou album | Résultat |
| ---------------------------- | ------------------------------------------------ | ---------------- | -------- |
|                              |                                                  |                  |          |
| 2014                         | Hot Latin Songs Artist of the Year, Duo or Group | [ 11 ]           | \| ♔ \|  |
| ♔                            |                                                  |                  |          |

## Popularité
| Média     | Chaîne             | Date            | Nombre d'abonnés ou d'auditeurs | Nombre de vues ou de téléchargements |
| --------- | ------------------ | --------------- | ------------------------------- | ------------------------------------ |
| YouTube   | Grupo Voz De Mando | 28 octobre 2020 | 684 000                         | 381 964 071                          |
| YouTube   | VozDeMandoVEVO     | 28 octobre 2020 |                                 | 329 243 887                          |
| instagram | Grupo Voz De Mando | 20 octobre 2020 | 187 000                         |                                      |
| Facebook  | Voz De Mando       | 20 octobre 2020 | 7 136 502                       |                                      |
| Spotify   | Voz De Mando       | 20 octobre 2020 | 1 613 170                       |                                      |
| Deezer    | Voz de Mando       | 20 octobre 2020 | 198 178                         |                                      |